# Lurdes Tchilombo
Lurdes Tchilombo foi a V rainha (nhakatolo) do grupo societal lunda-luvale de Angola, Zâmbia e República Democrática do Congo.
Lurdes Tchilombo foi uma figura de dimensão histórica e cultural que defendia a preservação dos valores culturais do seu povo e o desenvolvimento das comunidades.[carece de fontes?]